# Råd (åsikt)
För andra betydelser, se Rekommendation eller Råd.
| Råd |
| --- |
| Det goda rådet (originaltitel: Le Bon conseil) av Jean-Baptiste Madou. - Betydelse – meddelande om ens åsikt inför någon annans val - Målsättning – bidra med åsikter och information, som påverkan inför beslut - Andra ord – rekommendation |

Råd eller rekommendation är någons meddelande om dess åsikt i samband med någon annans val och beslutsfattande. Rådet kan vara gett av en person eller kollektiv enhet (företag, organisation, grupp, stat med mera), och målet med meddelandet är att överbringa en bedömning inför mottagarens kommande val mellan flera alternativ.

## Funktion
Ett råd utdelas ofta i välmening mellan personer eller enheter som har goda relationer. Rådet är då ett försök att ge bättre beslutsunderlag och vägledning inför mottagarens kommande beslut.
Det kan också ges som en form av varning eller markering, där avsändaren misstänker att någon riskerar att fatta ett ödesdigert beslut som denna senare kan antas ångra. Formuleringen ett gott råd ingår ofta i sådana tydliga meddelanden om beslutsgrunder som enligt avsändaren behöver beaktas.

## Olika vetenskaper
Givande eller mottagande av råd är handlingar som bland annat intresserar forskare inom discipliner som psykologi, ekonomi, beslutsfattande, beteendevetenskaper generellt organisationsarbete och mänsklig kommunikation.
Inom psykologin har centrala texter författats av skribenter som Brehmer och Hagafors (1986), Hollenbeck et al. (1995) samt Sniezek och Buckley (1995). Inte minst introducerade artiklarna skrivna av Sniezek & Buckley samt Hollenbeck et al. forskarna för standardiserade metoder att studera rådgivning i laboratoriemiljö.
Kommunikationsforskare tenderar att studera rådgivning som del av deras forskning runt stödjande kommunikation. En hel del forskning har fokuserats på könsmässiga skillnader mellan (och likheter hos) hur stödjande kommunikation skapas och tas emot.
Inom den ekonomiska vetenskapen har entreprenörers villighet att ta emot råd från tidiga investerare och andra partners länge setts som en avgörande faktor för hur framgångsrikt en entreprenörs projekt kan bli. Samtidigt har en del ekonomer argumenterat för att entreprenörer inte bör agera på alla råd som de tar emot – inte ens när de kommer från vanligtvis välunderrättade källor. Entreprenören själv har i regel den bästa överblicken och kunskapen om sitt eget projekt, bättre än någon utomstående betraktare. Det går inte heller tydligt att förutsäga hur ett råd bör tas emot och rådets koppling till det konkreta projektets framgång.